# Back Down to One
Back Down to One è un album da solista di Jani Lane, leader dei Warrant, pubblicato il 17 giugno 2003 per la Z Records in Europa e nel 2006 negli Stati Uniti per la Immortal/Sidewinder Records.

## Tracce
Testi e musiche di Keri Kelli e Jani Lane, eccetto dove indicato.
1. Funny – 2:55
2. Better Than You – 3:16
3. Nothing – 3:09
4. How a Girl – 3:42 (Matt Cleary, Kelli, Lane)
5. Back Down to One – 3:48
6. Hooked – 2:49
7. Oh Yeah – 3:09
8. Don't Trust Me – 2:38
9. Twilight – 3:06
10. 6 Feet Under – 2:45
11. Sick – 3:13

## Formazione
- Jani Lane – voce
- Matt Cleary – chitarra
- Mark Matthews – basso
- Adam Mercer – batteria
- Dave Brooks – cori